# 江別市立文京台小学校
江別市立文京台小学校（えべつしりつぶんきょうだいしょうがこう）は、北海道江別市文京台にある市立の小学校である。

## 概要
文京台小学校は、1987年（昭和62年）に設立した。校区は、札幌市に隣接した地区にあり、北海道立教育研究所をはじめ、3つの大学（北翔大学、札幌学院大学、酪農学園大学）、1つの高等学校（酪農学園大学附属とわの森三愛高等学校）など、多くの文教施設を多数抱える、落ち着いた住宅地である。また、近隣に埋蔵文化財センターや北海道博物館などの文化施設そして、それは広大な野幌原始林へと繋がる緑に囲まれ自然豊かな環境もある。校舎は、単に学校教育の場のみならず、社会教育、地域コミュ二ティーの中心施設として活用されることを企図し、天文台、各階のワークスペース、吹き抜けの視聴覚室など特徴的な施設・部屋が設置されている。

## 校区
- 西野幌（685番地）

- 文京台

- 文京台東町

- 文京台南町

## 教育目標等
2024年度（令和6年度）現在の教育目標等は以下の通りである。
重点教育目標
- 「なりたい自分」を描き、他と共に高め合う文京台の子　～子ども一人一人を主語とする文京台の教職員～

スローガン
- すすんで「はいっ！」 思いやりと感謝の「ありがとう！」

文京台小学校 めざす子ども像
- 基礎基本を身に付け、学んだことを生かそうとする子ども
- 自他を理解し、自分の考えを伝えあう子ども
- 目標に向かって 粘り強く最後まで取り組む子ども

大麻中学校区 目指す15歳の姿
- ともに支え合い 夢や可能性に向かって たくましく生きる子ども

## 教育活動
特色のある教育活動として、以下のものが挙げられる。
主体的に学び、共に高め合う子どもの育成
- 協働的に学びを育む授業づくり
- 総合的な学習の時間（3～6年）「サンシャイン学習」の取組

外国語活動とタブレット端末を活用した授業の推進
- 1～6年生の外国語教育と国際交流（3・4年）の取組
- 情報収集とその活用の取組

天文台活用の推進（天文台のある学校）
- 星の観察（PTA星見会）等の取組

北翔大学との連携
- 走り方教室
- 体力テスト
- 教職員研修
- 学生ボランティアの受け入れ

## 児童数・学級数
| 学年   | 1年生 | 2年生 | 3年生 | 4年生 | 5年生 | 6年生 | 特別支援 | 計  |
| ------ | ----- | ----- | ----- | ----- | ----- | ----- | -------- | --- |
| 学級数 | 1     | 2     | 1     | 1     | 2     | 1     | 3        | 11  |
| 児童数 | 31    | 49    | 25    | 32    | 42    | 20    | 12       | 211 |

（2024年（令和6年5月1日）現在）

## 沿革
学校の沿革は以下の通りである。
- 1986年（昭和61年）
  - 5月 - 校名決定
- 1987年（昭和62年）
  - 4月 - 大麻小学校、大麻西小学校より分離新設 児童380名12学級
  - 7月 - 校歌・校章制定
  - 9月 - 校旗制定、開校記念式典挙行
- 1992年（平成4年）
  - 8月 - 開校10周年記念式典
- 2000年（平成12年）
  - 11月 - コンピュータ室整備
- 2003年（平成15年）
  - 11月 - 20周年記念事業「文京台小地域ふれあい交流まつり」開催
- 2006年（平成18年）
  - 9月 - 開校20周年記念式典、ふれあい交流祭
  - 1月 - 開校20周年記念事業協賛会解散総会
- 2014年（平成26年）
  - 4月 - 特別支援学級設置
- 2018年（平成30年）
  - 4月 - 特別支援学級（病弱）開設
- 2019年（令和元年）
  - 10月 - 北翔大学・北翔大学短期大学部との連携協定
- 2022年（令和4年）
  - 10月 - 百年記念塔お別れ集会